# Liberi
Liberi là một đô thị ở tỉnh Caserta trong vùng Campania của Ý, có vị trí cách khoảng 45 km về phía bắc của Napoli và khoảng 15 km về phía bắc của Caserta. Tại thời điểm ngày 31 tháng 12 năm 2004, đô thị này có dân số 1.198 người và diện tích là 17,4 km².
Liberi giáp các đô thị: Alvignano, Caiazzo, Castel di Sasso, Dragoni, Pontelatone, Roccaromana.